# Semion Grossu
Semion Grossu (* 18. března 1934) je moldavský politik a podnikatel.

## Život
Grossu se narodil 18. března 1934 v obci Satu-Nou v Rumunském království (dnes Dnistrovskobilhorodský rajón na Ukrajině). V roce 1961 vstoupil do Komunistické strany Moldavska.
Grossu byl předsedou vlády Moldavské sovětské socialistické republiky (1. srpna 1976 - 30. prosince 1980) a ministrem zahraničních věcí Moldavské SSR (1. září 1976 - 31. prosince 1980). Později se stal prvním tajemníkem Komunistické strany Moldavska (30. prosince 1980 - 16. listopadu 1989). Byl posledním vedoucím představitelem Moldavské SSR, který se hlásil k sovětské stranické linii; jeho nástupce Petru Lucinschi byl ztotožňován se snahami o moldavskou nezávislost, které bylo nakonec dosaženo v roce 1991.
Ačkoli byl Grossu prvním sovětským vůdcem Moldavska, který hovořil plynně rumunsky, během svého působení na veřejnosti raději hovořil rusky.
Od roku 1991 je Semion Grossu předsedou rusko-moldavské vinařské společnosti Product Impex SRL. Ve videu zveřejněném na YouTube v roce 2009, které natočil moldavský zpravodajský zdroj Internet TV, Grossu uvedl, že se nepovažuje za veřejnou osobu.